# Herb Bensheim

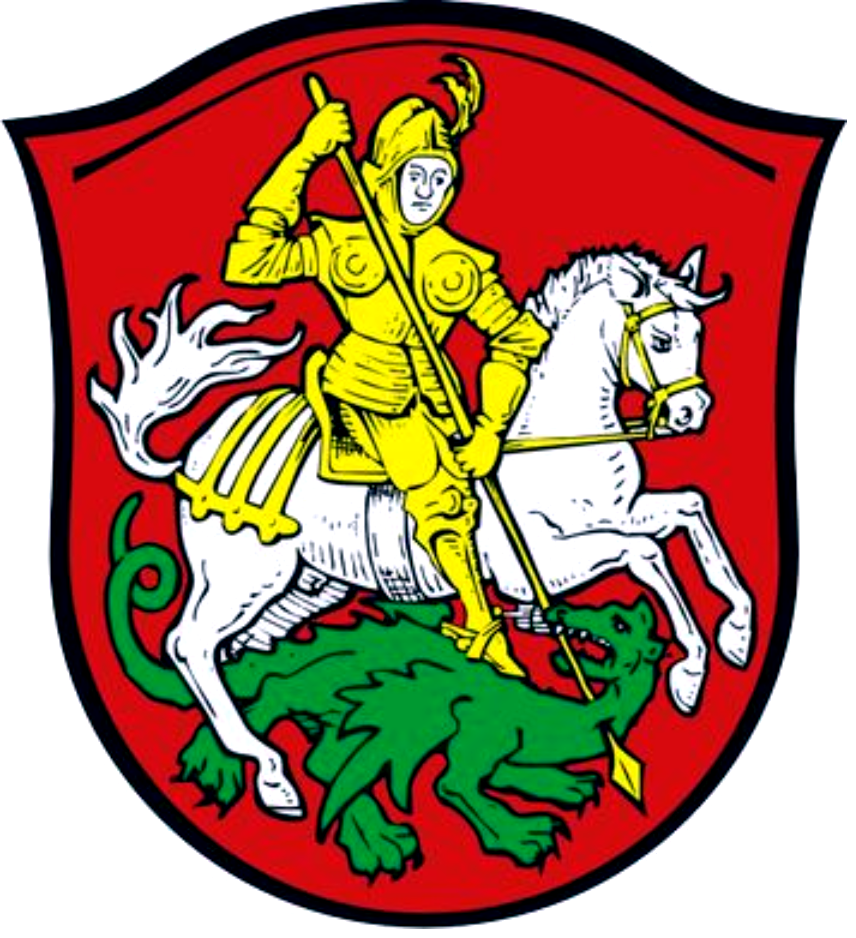
Herb Bensheim

Herb Bensheim – przedstawia złotego rycerza w zbroi ze złotą włócznią (kontos) na białym koniu. Rycerz przedstawiony jest w chwili wbijania włóczni w szyję czarnego smoka, na czerwonym tle.
Kolor tła nawiązuje do barw archidiecezji mogunckiej, do której od średniowiecza do 1802 r. należało Bensheim. Z kolei postać rycerza personifikowana jest ze św. Jerzym, który od czasów starożytności uważany był za patrona miasta.